# Rock sotto l'assedio (tour)
Il Rock sotto l'assedio è una tournée del cantautore italiano Vasco Rossi.

## Le date
| Data           | Città            | Luogo           | Spettatori |
| -------------- | ---------------- | --------------- | ---------- |
| 1º luglio 1995 | Locarno Svizzera | Palazzetto Fevi | 1.500      |
| 7 luglio 1995  | Milano Italia    | Stadio San Siro | 43.000     |
| 8 luglio 1995  | Milano Italia    | Stadio San Siro | 62.220     |
| Totale         |                  |                 | 106.720    |

## Scaletta
1. Intro 1995
2. Generale
3. Cosa succede in città
4. Sono ancora in coma
5. "Asilo" Republic
6. Va bene, va bene così
7. Fegato, fegato spappolato
8. Sensazioni forti
9. Ciao
10. Praticamente perfetto (presentato come inedito col titolo di Anche se)
11. Ciao (strumentale)
12. Senza parole
13. Delusa
14. Portatemi Dio
15. War
16. Cover2
17. Alibi
18. Vita spericolata
19. Liberi... liberi
20. C'è chi dice no
21. Siamo solo noi
22. Gli spari sopra
23. Gli spari sopra (con Sikter)
24. Vivere
25. Vivere una favola
26. Blasco Rossi
27. Bollicine
28. (Per quello che ho da fare) Faccio il  militare
29. Guarda dove vai
30. Dillo alla Luna
31. Canzone
32. Albachiara

## Formazione
- Vasco Rossi: voce
- Claudio Golinelli: basso
- Alberto Rocchetti: tastiere
- Massimo Riva: chitarra ritmica
- Nando Bonini: chitarra ritmica
- Maurizio Solieri: chitarra solista
- Stef Burns: chitarra ritmica/chitarra solista
- Daniele Tedeschi: batteria
- Andrea Innesto: sax, fiati, flauti
- Taylor Hawkins: batteria in "Anche se".